# Козаченко Юрій Михайлович
Юрій Михайлович Козаченко (18 жовтня 1933, Дніпропетровськ — 20 січня 2000, там само) — радянський футболіст, захисник.

## Життєпис
Футбольну кар'єру розпочав 1953 року в складі дніпропетровського «Металурга», який у 1962 році змінив свою назву на «Дніпро». По завершенні того сезону Юрій завершив футбольну кар'єру.